# مسجد كامبونج سابا
مسجد كامبونج سابا أو مركز عبادة سابا يقع المسجد في كامبونج سونغاي بروناي التابعة لكامبونج آير، والتي تبعد كيلومتر متر واحد فقط من مدينة بندر سري بكاوان عاصمة بروناي .بنيت قاعة العبادة أو المسجد في يوم الجمعة الخامس عشر من شهر مارس من عام 1988 ، وفي أواخر عام 1989 تم الانتهاء من أعمال البناء، وبلغت تكلفة البناء 70،000.00 دولار، ويمكن قاعة العبادة استيعاب 500 مصلي في وقت واحد.